# Menteroda
Menteroda est une ancienne commune allemande de l'arrondissement d'Unstrut-Hainich, Land de Thuringe.

## Géographie
La commune comprend quatre quartiers : Kleinkeula, Menteroda, Sollstedt, Urbach.
| Dünwald    | Helbedündorf          |            |
|            | Menteroda             | Holzsußra  |
| Unstruttal | Mühlhausen Obermehler | Schlotheim |

## Histoire
Menteroda est la scène d'une chasse aux sorcières en 1654.
La commune actuelle est née de la fusion actuelle en août 1996 de Kleinkeula, Menteroda, Sollstedt et Urbach.

## Personnalités liées à la commune
- Hans Grodotzki (né en 1936), athlète

## Source, notes et références
- (de) Cet article est partiellement ou en totalité issu de l’article de Wikipédia en allemand intitulé « Menteroda » (voir la liste des auteurs).